# Аллерой (Курчалоївський район)
Аллерой (рос. Аллерой) — село у Курчалоївському районі Чечні Російської Федерації.
Населення становить 13 151 осіб (2019). Входить до складу муніципального утворення Аллеройське сільське поселення.

## Історія
Згідно із законом від 20 лютого 2009 року органом місцевого самоврядування є Аллеройське сільське поселення.

## Населення
| 1990    | 2002    | 2010    | 2012    | 2013    | 2014    | 2015    |
| ------- | ------- | ------- | ------- | ------- | ------- | ------- |
| 4745    | ↗10 225 | ↗11 132 | ↗11 374 | ↗11 568 | ↗11 812 | ↗12 080 |
| 2016    | 2017    | 2018    | 2019    |         |         |         |
| ↗12 332 | ↗12 589 | ↗12 893 | ↗13 151 |         |         |         |